# Ignác Nádherný
Ignác Florian rytíř Nádherný (7. září 1789, Praha – 3. srpna 1867, Vídeň) byl český lékař, šlechtic z mladší linie Nádherných z Borutína, děkan 1. lékařské fakulty UK, rektor Univerzity Karlovy a c. k. ministerský rada.

## Životopis
Ignác Florian Nádherný se narodil jako mladší syn Františka Nádherného (1734–1804) a Rosiny Schabatové. Roku 1812 získal ve věku pouhých 23 let doktorát z medicíny. O rok později byl jmenován suplujícím profesorem na katedře soudního lékařství a teoretické medicíny a roku 1814 byl jmenován řádným profesorem. Roku 1819 byl jmenován guberniálním radou, protomedikem a referentem zdravotních záležitostí pro Čechy. Současně s tím se stal ředitelem lékařsko-chirurgických studií, prezidentem lékařské fakulty a trvalým přísedícím univerzitního akademického senátu.
Roku 1819 si také bere za ženu Katharinu Amesbergerovou. Roku 1823 byl zvolen rektorem Univerzity Karlovy. Roku 1835 byl povýšen do rytířského stavu. V letech 1850 až 1857 byl děkanem 1. lékařské fakulty a zemským protomedikem.
14. března 1857 byl pak jmenován císařem Františkem Josefem I. c. k. ministerským radou a referentem pro lékařsko-chirurgická studia na státním ministerstvu. 3. dubna 1863 odešel Ignác Nádherný do důchodu. Zemřel 3. srpna 1867 ve Vídni ve věku 78 let.

### Rodina
Se svou ženou, Katharinou Nádhernou (roz. Amesbergerovou) měl 4 děti.
- Emilie – provdaná roku 1843 za MUDr. Franze rytíře Kiwische z Rotterau
- Ludwig (1818–1883) – c. k. dvorní rada finančního zemského ředitelství v Praze, pokračovatel mladší linie Nádherných z Borunína
- Marie (1831–1902)
- Johann Karel (1833–1834)

## Zásluhy
Ignác Florian Nádherný se zasloužil o zavedení očkování (zejména proti neštovicím) a zřízení několika lázní. Po zrušení roboty roku 1848 se zasazoval o zřízení úřadu okresního lékaře, placených státem (zanikla totiž povinnost majitele panství poskytovat bezplatnou lékařskou službu poddaným). I když ministerstvo vnitra provedlo roku 1850 reorganizaci zdravotní správy, tento nedostatek byl napraven až roku 1888.
Zasloužil se též o informovanost o zdravotním stavu obyvatelstva, zvýšení péče o čistotu vody, kanalizace či používání desinfekce.

## Ocenění
- 1835 – Císařský rakouský řád Leopoldův (rytířský)
- 1862 – Řád Františka Josefa I. (III. třídy)